# Peperomia modicilimba
Peperomia modicilimba är en pepparväxtart som beskrevs av C. Dc.. Peperomia modicilimba ingår i släktet peperomior, och familjen pepparväxter. Inga underarter finns listade i Catalogue of Life.